# Bell CH-146 Griffon
Bell CH-146 Griffon – kanadyjski śmigłowiec wielozadaniowy zbudowany przez spółkę Bell Helicopter Textron dla Kanadyjskich Sił Zbrojnych na bazie Bell 412HP. Kontrakt na dostawę 100 maszyn zawarto w 1992 roku, dostawy zrealizowano w latach 1995–1998.

## Historia
W 1992 roku Kanadyjskie Siły Zbrojne złożyły zamówienie na sto nowych śmigłowców wielozadaniowych, mających zastąpić trzy używane wówczas typy maszyn – transportowe CH-18 Iroquois, CH-135 Twin Huey i obserwacyjne CH-136 Kiowa. Podjęto decyzję, iż nowy wiropłat stanowić będzie rozwinięcie cywilnego śmigłowca Bell 412HP. Produkcję seryjną uruchomiono w zakładach spółki Bell Helicopter w Mirabel, w prowincji Quebec. Pierwszy Griffon został przekazany w 1995 roku, a ostatni w 1998 roku. CH-146 przeznaczony jest do transportu żołnierzy i sprzętu, zadań logistycznych, misji MEDEVAC i SAR oraz misji obserwacyjnych i łącznikowych. Śmigłowce były intensywnie eksploatowane w czasie misji w Afganistanie. Oprócz Afganistanu, Griffony były także eksploatowane na misjach w Haiti i Kosowie. Zgodnie ze stanem na rok 2022 w służbie pozostaje 85 śmigłowców.
W czerwcu 2022 roku zawarto kontrakt na modernizację CH-146, na mocy którego cała flota eksploatowanych śmigłowców ma zostać doprowadzona do nowego standardu. Modernizacji ma zostać poddana między innymi awionika, rejestratory parametrów lotu i rozmów, systemy nawigacyjne, systemy kontroli lotu, nowe wyświetlacze oraz układ napędowy wraz z modernizacją silników. Prace mają zostać zrealizowane w latach 2024–2028 oraz pozwolić mają na dalszą eksploatację maszyn do połowy lat trzydziestych XXI wieku. 

## Konstrukcja
CH-146 stanowi wojskowe rozwinięcie cywilnego śmigłowca Bell 412HP. Śmigłowiec napędzany jest pojedynczym silnikiem turbowałowym Pratt & Whitney Canada PT6T-3D o mocy 930 kW. Podłoga Griffona jest opancerzona, podobnie jak fotele załogi, która składa się z trzech osób – dwóch pilotów i technika pokładowego. Maszynę produkowano w dwóch wersjach – wielozadaniowego śmigłowca transportowego (UTTH) oraz wersja przeznaczona do realizacji misji MEDEVAC i SAR. W wariancie transportowym CH-146 jest w stanie zabrać na pokład do dziesięciu żołnierzy, natomiast w wersji ratowniczej sześć noszy z rannymi i czteroosobową załogę – dodatkowym członkiem załogi jest technik misji SAR. Dodatkowo śmigłowiec wyposażony jest we wciągarkę, hak transportowy do podwieszania ładunków pod kadłubem. Na wyposażenie elektroniczne składa się stabilizowana głowica optoelektroniczna Westcam 16TD-A z kamerą termalną, reflektor-szperacz oraz system zarządzania lotem CMA-2082A od CMC Electronic. Kokpit przystosowany jest do współpracy z goglami noktowizyjnymi. Griffon nie dysponuje stałym uzbrojeniem, jedynie w przesuwanych drzwiach można zamontować karabin maszynowy FN MAG kal. 7,62 mm, M134 Minigun również  tego samego kalibru lub GAU-21 kal. 12,7 mm. Po demontażu niektórych elementów zewnętrznych śmigłowca istnieje możliwość jego transportu drogą powietrzną w ładowniach samolotów transportowych Lockheed C-130 Hercules i Boeing C-17 Globemaster III.  

## Galeria

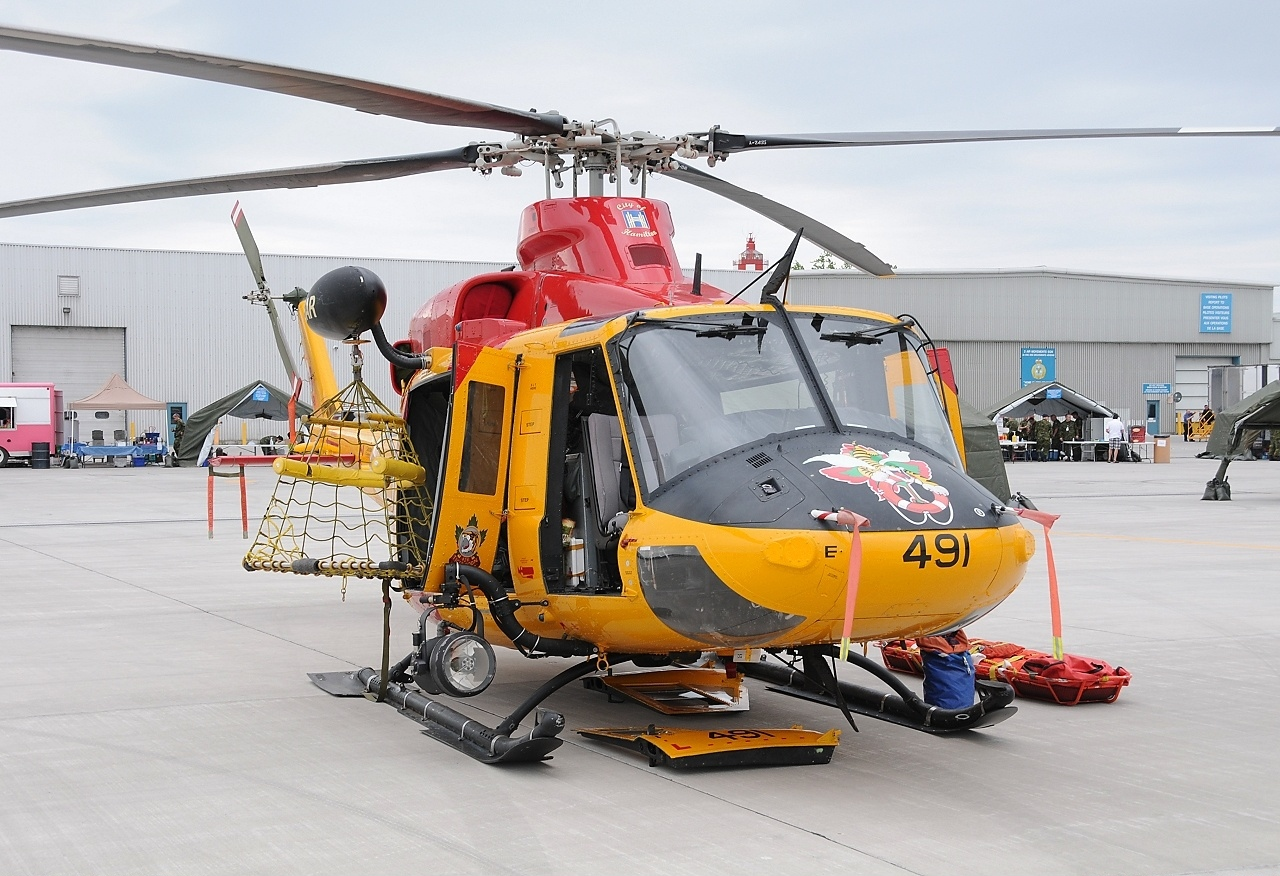
Griffon w wersji SAR
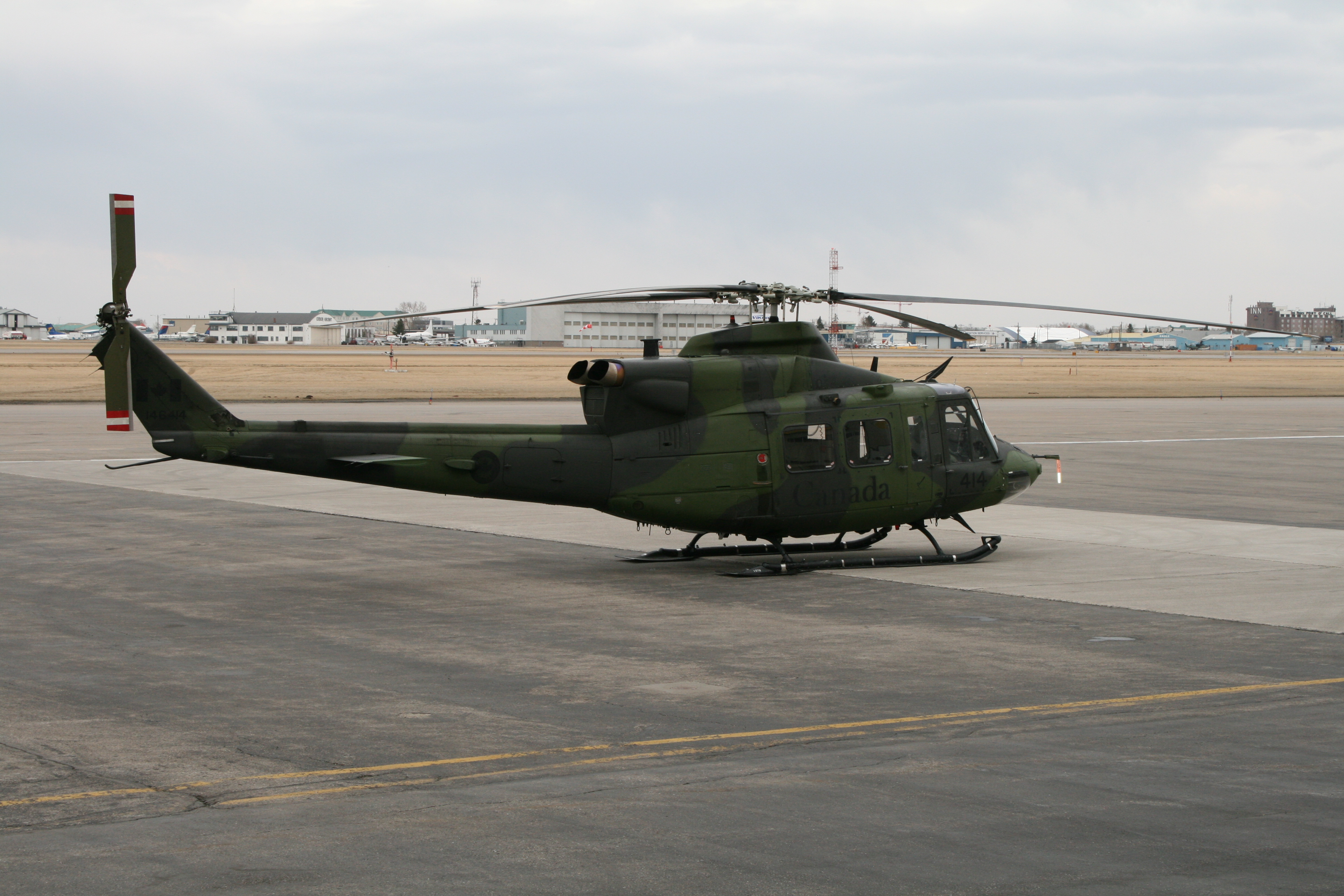
Podstawowy wariant transportowy
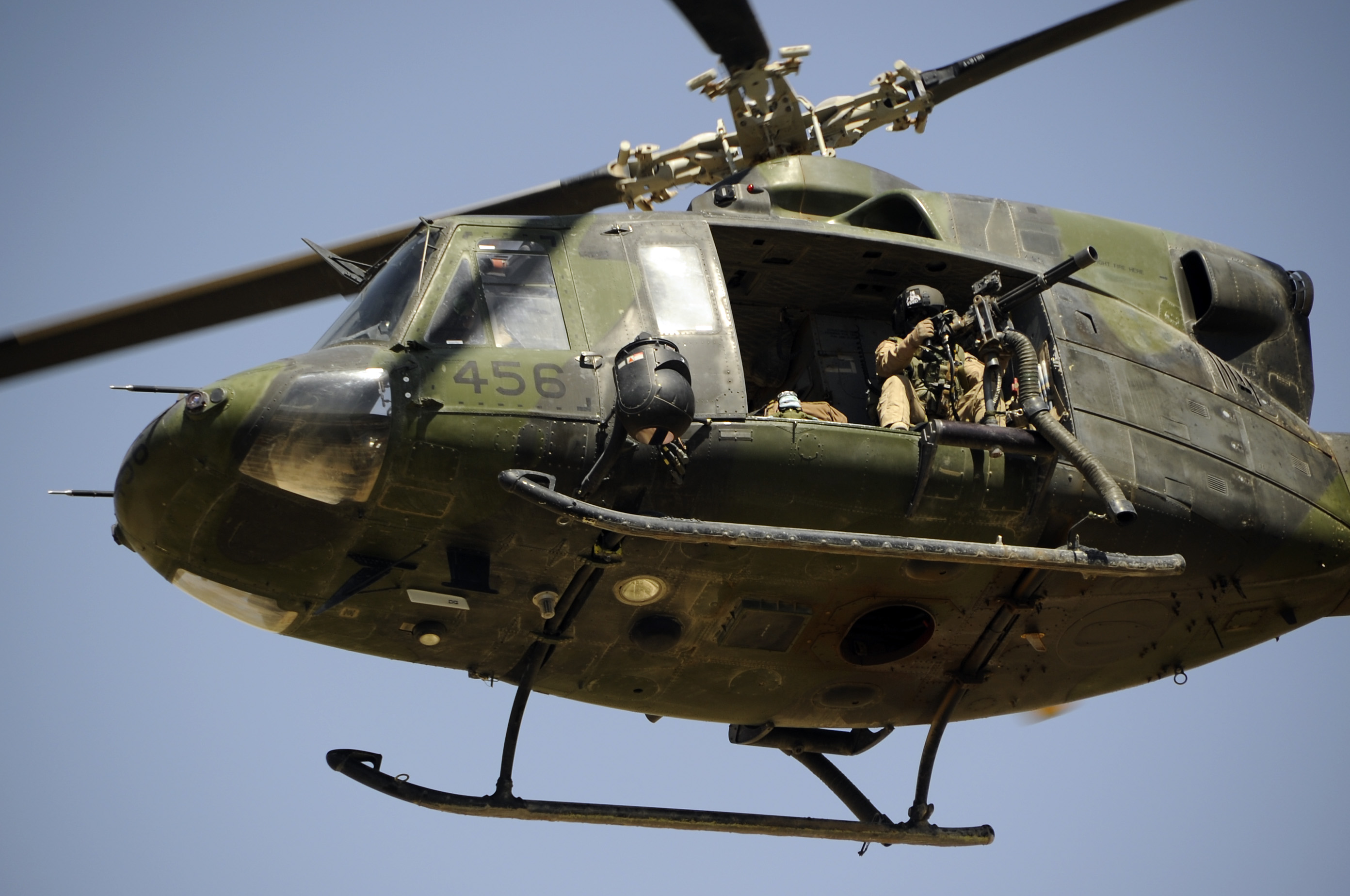
Zmodyfikowany CH-146 na potrzeby misji w Afganistanie, widoczne stanowisko M134 Minigun w drzwiach kabiny
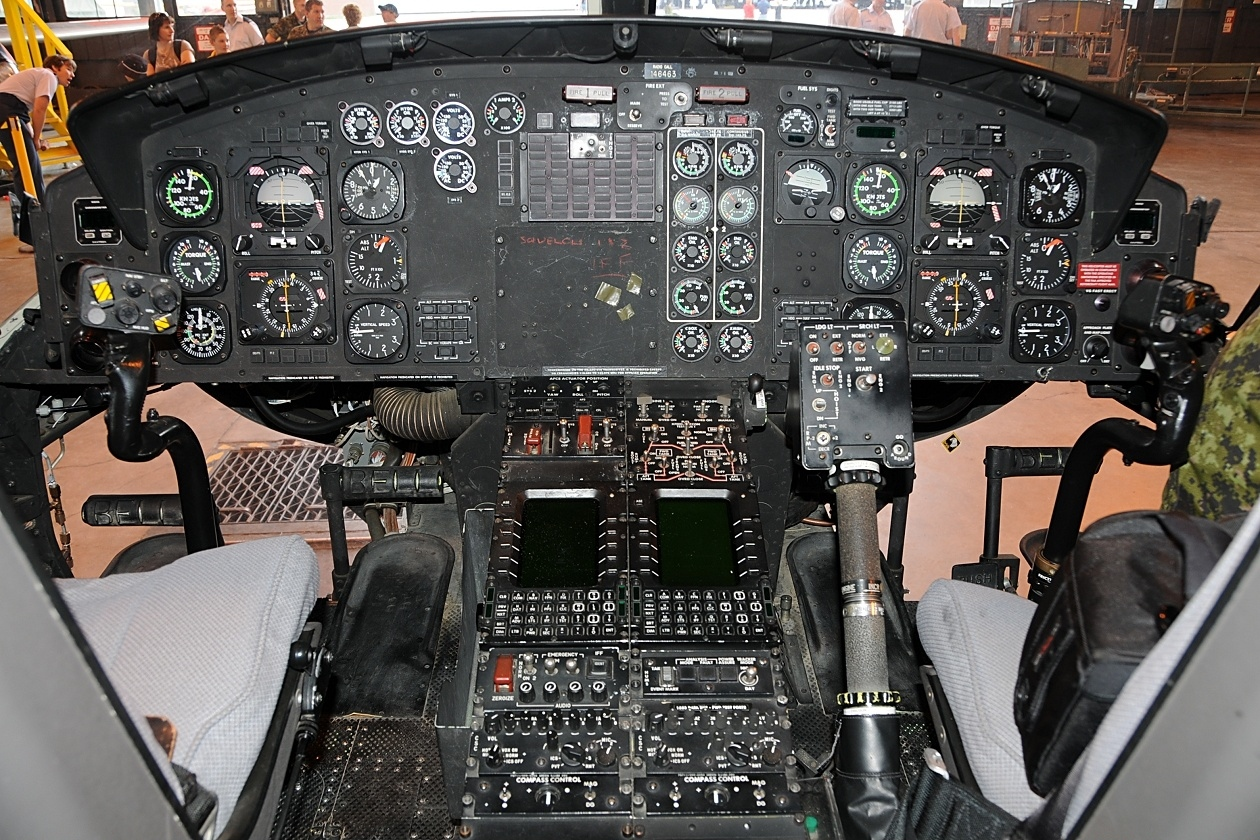
Kokpit śmigłowca